# Burg Gomadingen
 Die Burg Gomadingen ist eine abgegangene Höhenburg auf dem Burgfelsen in der Gemeinde Gomadingen im Landkreis Reutlingen in Baden-Württemberg.
Die Burg wurde in der ersten Hälfte des 12. Jahrhunderts von den Herren von Gomadingen erbaut, 1200 wurde die Burg mit einer Familie „de Gumedingen“ erwähnt und ist vermutlich nach 1265 verfallen.
Von der ehemaligen kleinen Burganlage sind nur noch Geländespuren erhalten und auf der Burgstelle steht heute ein privates Wohnhaus.